# Rue Édouard-Jacques
La rue Édouard-Jacques est une voie du 14e arrondissement de Paris, en France.

## Situation et accès
La rue Édouard-Jacques est une voie publique située dans le 14e arrondissement de Paris. Elle débute au 2, rue Maison-Dieu et se termine au 14, rue Asseline.

## Origine du nom
Elle porte le nom d'Édouard Jacques, conseiller municipal, député puis maire du 14e de 1898 à 1900, année de sa mort.

## Historique
La rue a été ouverte au Petit-Montrouge, territoire de la commune de Montrouge, dans les années 1830 par l'entrepreneur Couesnon, qui racheta le château du Maine pour en lotir les terres, sous le nom de « rue Couesnon », avant de prendre sa dénomination actuelle par arrêté du 7 décembre 1900. 

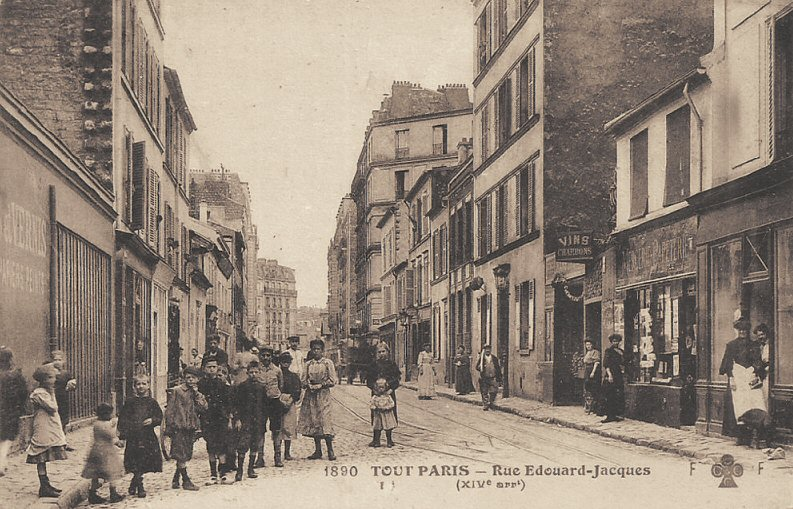
Vue historique de la rue Édouard-Jacques.

## Bâtiments remarquables et lieux de mémoire
- No 24 : étonnante maison sur 7 niveaux[1], recouverte d’une maille métallique enveloppante et dénommée la Maison Plissée.
- No 19 : maison ne disposant que d’une unique fenêtre ouvrant sur la rue.